# Khỉ vàng
Khỉ vàng (Danh pháp khoa học: Macaca mulatta) là một loài khỉ có phạm vi phân bố ở Nam Á, Đông Nam Á và Hoa Kỳ.
Tại Việt Nam, chúng phân bố từ biên giới phía Bắc Việt Nam tới các tỉnh Tây Nguyên. Khỉ vàng là nguồn nguyên liệu đầu để sản xuất hàng chục triệu liều văcxin bại liệt mỗi năm, góp phần vào việc thanh toán hoàn toàn bệnh bại liệt tại Việt Nam vào những năm 2000, chúng đang được nuôi rất nhiều ở đảo Rều thuộc Quảng Ninh với số lượng hơn 1.000 cá thể.
Tên tiếng Anh: Rhesus Monkey, Rhesus Macaque. Người ta còn gọi là khỉ vàng. Chữ "vàng" có nghĩa là chúng quý như vàng chứ không phải do chúng có lông màu vàng vì lông khỉ màu xám đất nhạt, xen lẫn lông vàng, đó chính là "giá trị vàng" của các con khỉ. Ở Việt Nam, khỉ vàng còn có các tên khác như khỉ đỏ đít, khỉ đàn (trong tiếng Việt), Tu lình, Tăng kè (trong tiếng Tày), Bộc (tiếng Mường), Tu lình đeng (tiếng Thái), Lia pả tra (tiếng Mông).

## Phân bố
Khỉ vàng này có thể sống trong điều kiện dao động rất lớn của nhiệt độ môi trường, lượng mưa cũng như độ cao. Từ vùng rất lạnh tới vùng nóng gần 50 °C, từ nơi rất khô tới nơi có lượng mưa hàng năm 10000 mm và từ độ cao so với mặt nước biển tới 3050m. Chúng thích sống trong các khu rừng nguyên sinh, thứ sinh, rừng khô, rừng hỗn giao, rừng tre nứa, rừng ngập nước, rừng thưa nhiệt đới, rừng thông, cây bụi, rừng ẩm nhiệt đới, gần khu nông nghiệp. Chúng sống tới độ cao 3000m. Nước là yếu tố ngăn cản của sự phân bố.
Ở Việt Nam, trước năm 1975, phân loài này còn gặp rất phổ biến ở các khu rừng các tỉnh phía Bắc tới Tây Nguyên trên diện tích ước tính khoảng >20.000km2. Từ năm 1975 trở lại đây tình trạng của phân loài thay đổi rõ rệt. Số lượng quần thể giảm mạnh. Số lượng tiểu quần thể hiện nay khoảng 50 do nơi cư trú bị xâm hại, rừng bị chặt phá, diện tích rừng tự nhiên bị thu hẹp và đây là đối tượng săn bắt để lấy thịt, nấu cao, buôn bán và xuất khẩu. Từ năm 1962, khỉ vàng bắt đầu được nuôi theo phương pháp bán tự nhiên tại trại chăn nuôi đảo Rều, khỉ vàng tổ chức nhân nuôi với số lượng hàng nghìn con để sản xuất vacxin từ đó đảo Rều có một vương quốc khỉ vàng quần tụ sinh sống. Hơn 1.000 con khỉ vàng được nuôi trên đảo Rều phục vụ sản xuất văcxin và các công trình nghiên cứu y học. Đây là những chú khỉ được nuôi để sản xuất văcxin bại liệt và phục vụ nhiều công trình nghiên cứu y học.

## Đặc điểm

### Mô tả
Khỉ vàng có thân màu nâu, phần mông, hai bên hông và đùi màu nâu đỏ, nhìn chung, toàn thân màu nâu vàng. Con trưởng thành mặt có màu đỏ. Lông trên đỉnh đầu ngắn, phía sau thân màu nâu nhạt hơn phía trước. Đuôi có độ dài trung bình ngắn hơn 3/4 chiều dài đầu và thân, được phủ một lớp lông tốt. Vùng mông ngoài và đùi có màu hung đỏ, da quanh chai mông tròn, không có lông. Khỉ cái mang thai khoảng 6 tháng, đẻ một con và nuôi con nhỏ bằng sữa. Tuy nhiên, cũng có trường hợp khỉ cái đẻ sinh đôi. Khỉ vàng 4 tuổi là trưởng thành, chúng có tuổi thọ trung bình 25 năm. Chúng là loài hoạt động ban ngày, phần lớn dưới đất, một phần trên cây. Tuổi thành thục từ 42-48 tháng, thời gian mang thai 164 ngày. Khoảng cách giữa các lần sinh 12-24 tháng. Thời gian sống 29 năm Thời gian sinh sản trong năm khoảng 3-6 tháng. Khỉ có tuổi thọ khoảng 25 năm, có con sống được đến 30 năm.
Hiện trên đảo Rều ở Việt Nam có khoảng 1.000 con khỉ các loại được nuôi, sinh sống trong điều kiện bán hoang dã, khỉ ở đây là giống khỉ lông vàng đuôi ngắn, phân loài khỉ vàng này có cơ thể tương đối sạch, ít bị nhiễm các mầm bệnh hơn các loài khỉ khác, Cơ thể sinh học của loài khỉ gần giống với người nên dễ nhiễm những căn bệnh giống người, mỗi năm trên đảo có khoảng 150 khỉ con được ra đời. Khỉ trên đảo là giống lông vàng đuôi ngắn, tuổi thọ trung bình khoảng 30 năm. Khỉ mẹ mang thai 6 tháng và có thể đẻ 7-10 lứa. Khỉ trên đảo sống theo đàn khoảng 30-50 con, mỗi đàn có một khỉ chúa là con đực to lớn, khoẻ nhất. Mỗi khỉ chúa thường sở hữu 3-4 con cái.
Khỉ được chọn ra để chiết vắc-xin thường là khỉ con một năm rưỡi đến hai năm tuổi, có trọng lượng khoảng 2,5 kg (khỉ trưởng thành nặng trung bình từ 6–7 kg, có con nặng tới 13 kg). Những chú khỉ đủ tiêu chuẩn được lựa chọn tiến hành nghiên cứu là những chú khỉ trong độ tuổi 1,5 - 2 năm tuổi, cân nặng từ 1,5 – 2 kg và thường chọn khỉ đực để nghiên cứu vì khỉ cái còn dùng để sinh sản. Trung bình khỉ đẻ 1con/lứa, khi còn sung sức thì 1 năm/1 lứa, sau đó thì cứ 2 - 3 năm/lứa. Một khỉ cái một cuộc đời chỉ đẻ được từ 7 - 10 lứa. Tuổi thọ trung bình của khỉ vàng là 30 tuổi. Khi 4 tuổi là những chú khỉ bắt đầu vào tuổi tình yêu. 

### Tập tính
Trong tự nhiên, khỉ vàng sống thành nhóm tới 50 cá thể. Chúng sống theo từng bầy, mỗi bầy có một khỉ chúa. Cấu trúc đàn dạng nhiều đực, nhiều cái. Trong đêm thường con cái sống tập thể. Con đực đầu đàn tuy có dẫn đầu nhưng thường ở phía ngoài của nhóm. Thông thường, số lượng cá thể trong đàn thường lớn 10-50 con có khi tới 90 con. Khi chúng kêu tiếng "hu hi hu hi" là tiếng gọi bầy đàn đến lấy thức ăn, tiếng "chí chóe" là tiếng mâu thuẫn đang có xô xát, tiếng "cách cách" của khỉ chúa là tiếng báo hiệu cho bầy đàn có nguy hiểm. Riêng tại đảo Rều, Đàn khỉ trên đảo chia thành nhiều bầy, mỗi bầy do một chú khỉ đực trưởng thành thống lĩnh cư trú một vùng Khỉ thường sống theo đàn khoảng 30 - 50 con/đàn, mỗi đàn có một con đầu đàn gọi là khỉ chúa, là con khỉ đực to lớn và có sức khoẻ nhất trong đàn. Mỗi khỉ chúa thường sở hữu đến 3 - 4 khỉ cái.

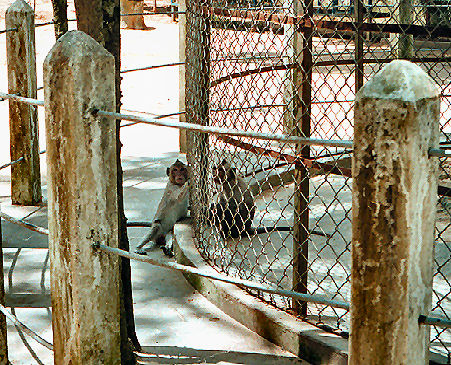
Hai cá thể khỉ vàng tại địa đạo Củ Chi

Khỉ vàng cũng tham vọng tranh giành quyền lực, cũng yêu thương mãnh liệt, cũng thù, ghét, đau buồn khi đồng loại qua đời. Những đêm trăng sáng chúng cả đảo mất ngủ với khỉ, bởi có trăng chúng đi chơi suốt đêm. Chúng nô đùa, con nào có bạn tình rồi thì cùng ngồi áp vào nhau ngắm trăng. Trước khi chết vì già hay ốm đau, khỉ thường tìm đến máng nước của trạm xây ở khu vực nhà ăn của khỉ, để uống ngụm nước cuối cùng trong đời rồi chết ở đó. Có con khỉ yếu quá không về được với máng nước, được đàn khỉ khênh về. Có khi con khỉ chết được mang chôn, đàn khỉ cũng kéo đến bên mộ ngồi thần ở đó mấy hôm, trông dáng vẻ rất buồn rầu.
Khỉ ở đảo Rều thông minh và nó cũng có linh cảm như con người, khi bắt chúng để chuẩn bị hiến thân nó cũng khóc cũng buồn rầu và sợ hãi, những khi cho nó uống thử vaccin thì nhiều con cũng gan lỳ, phản đối lắm nhưng nó cũng biết nhìn vào ánh mắt của cán bộ để xử sự. Mỗi lần phải bắt khỉ con thì thấy sự quấn quýt của mẹ con khỉ, khỉ mẹ đều giữ chặt con không cho ai đụng đến. Khi đã bị mất con, khỉ mẹ sẽ hằn học với cả những người coi sóc hằng ngày, buồn bã một thời gian dài. Tình mẫu tử của khỉ rất đặc biệt, sẵn sàng hy sinh tính mạng để bảo vệ con. Nếu khỉ con không may bị bệnh mà chết, khỉ mẹ vẫn ôm xác trong lòng không rời, rất lâu sau mới mang chôn ở gốc cây. Chúng là khỉ bán tự nhiên nên cũng có nhiều thay đổi trong tập tính so với khỉ tự nhiên hoàn toàn, như thời gian sinh sản thay đổi, bản năng đấu tranh sinh tồn cũng hiền hơn khỉ trong tự nhiên vì chúng không phải đi kiếm thức ăn. Nhưng khi mình không có thiện cảm với nó, giả vờ hù dọa, nhử thức ăn thì lần sau không bao giờ có thể lại gần được nó.
Có những cuộc tranh giành ngôi vị đầu đàn giữa hai con khỉ lớn trong đàn. Chúng xông vào cắn xé nhau rất mãnh liệt, chúng nhảy tót lên cây rồi đuổi nhau. Cả một vùng rừng cây náo động bởi hàng trăm con khỉ cùng đu mình, những cành cây rung ào ào như gặp bão. Tiếng khỉ kêu chí choé rồi khuất xa dần. Cuộc chiến như thế này thường diễn ra, được coi như một cuộc "bầu chọn" khỉ chúa trong đàn khỉ. Khỉ chúa đều là khỉ đực to lớn, bởi ngoài việc có sức khoẻ bảo vệ đàn, khỉ chúa còn phải đảm bảo thoãn mãn tình dục cho các khỉ cái trong đàn. Khỉ chúa tìm cách sở hữu tất cả các khỉ cái còn trẻ và loại bỏ các con đã già. Các con khỉ đực khác trong đàn chỉ được phép quan hệ với các con khỉ do khỉ chúa loại ra.
Địa vị của khỉ chúa cũng không được ổn định. Khỉ chúa tham lam giành hết các con cái mà nó thích trong đàn, lại bạc tình loại bỏ các con khỉ mà nó đã chán, nên khỉ chúa thường bị các con khỉ đực trong đàn và bị ngay các con khỉ thê thiếp của nó ghen ghét. Lũ khỉ cái khi có cơ hội là hùa vào một phe với con khỉ đực mới nổi, đánh đuổi con khỉ chúa ra khỏi đàn để "bầu" vị trí lãnh đạo mới. Con khỉ chúa mới cũng không bao giờ dùng lại đám "thê thiếp" của khỉ chúa cũ, nhưng đám khỉ cái cũng không vì thế mà phật lòng, bù lại chúng được tự do tìm bạn tình. Con khỉ bại trận tuy đã mất vị trí thống lĩnh, nhưng thường nó cũng không chịu dưới trướng con khỉ nào. Nó sống lang thang cô độc và thường tỏ ra xấu tính, hay ăn trộm thức ăn trong nhà bếp của các cán bộ trên đảo, hoặc trêu ghẹo bắt nạt khỉ con, khỉ cái.

### Chế độ ăn
Thức ăn chủ yếu của chúng là quả, hạt, lá, nõn cây, cỏ, một số bộ phận khác của cây và một số động vật không xương sống. Gần 100 loài cây được dùng làm thức ăn. Khi nuôi nhốt, tùy vào lịch trong tuần mà sẽ bổ sung trái cây tráng miệng theo mùa cho khỉ như chuối, táo, lê, dưa hấu. Thức ăn của khỉ nuôi là gạo, đỗ đen, đỗ tương, lạc (đậu phộng) nấu chín kèm theo các loại hoa quả, mùa nào thức ấy. Hoa quả ăn theo mùa nào thức đấy mùa mía cho ăn mía đen, mía thuốc; dưa hấu, cam, ổi xanh, chuối xanh. Thức ăn mà khỉ vàng này thích ăn nhất là hai loại quả: chuối xanh, trứng gà (hút sống). Riêng chế độ dinh dưỡng phải chú ý tùy theo mùa. Mùa tình yêu phải cho ăn hoa quả nhiều hơn bình thường (thường mùa tình yêu của khỉ là vào khoảng tháng 8 âm lịch, tức tháng 9-10 dương lịch). Thậm chí có những mùa tình yêu của khỉ, còn cho thêm cả giá đỗ vào thức ăn của chúng.
Ngày cho khỉ ăn hai lần vào 9h và 13h30 Trong bữa ăn, khỉ chúa, khỉ cái và khỉ con ăn vòng trong còn các con khỉ khác ăn vòng ngoài. Khi cho khỉ ăn cũng phải rất chú ý, nếu không sẽ có những con khỉ bị đói. Tập tính của khỉ là đi theo bầy, bầy nào có khỉ chúa mạnh nó sẽ đi tranh địa phận và ăn trước, ăn no nê, sau đó đàn yếu mới được vào ăn những thức ăn còn lại. Nếu thấy thức ăn bị hết sạch có nghĩa là sẽ có con khỉ bị đói. Thường thì khỉ mang thai 6 tháng. Vào mùa sinh sản cũng phải chú ý cho ăn nhiều hoa quả hơn bình thường để khỉ cái có chất cho con bú.
Hàng ngày, các cán bộ trên đảo Rều cho khỉ ăn 2 bữa cơm gạo lứt và chuối, khi đó vai trò của khỉ chúa được thể hiện rõ. Khỉ chúa thường ăn trước cùng với khỉ cái và khỉ con rồi mới đến các con khác. Khi phát hiện khỉ của đàn khác đến quấy phá, khỉ chúa tỏ rõ là con thống trị, nó canh cho cả đàn ăn no nê rồi ăn sau cùng. Khỉ ở đào Rều chia nhau ra thành những đàn nhỏ, mỗi đàn khoảng 30-50 con. Đàn khỉ đông hay ít phụ thuộc vào khỉ chúa mạnh hay yếu. Đàn khỉ có khỉ chúa mạnh hơn có nhiều lợi thế, khi ăn chúng được ăn trước, đàn khỉ khác cứ đứng thập thò bên ngoài đợi đàn khỉ mạnh ăn xong mới đến lượt.

## Sinh sản
Khỉ vàng sống theo đàn, mỗi con khỉ chúa sở hữu 11-12 con vợ trẻ. Tuy nhiên, trong đàn còn có nhiều con khỉ đực đến tuổi trưởng thành, nhưng bị lép vế nên thường tụ tập thành một nhóm chơi đùa với nhau. Đến mùa sinh sản, các cô khỉ cái thường bám riết lấy khỉ chúa, gạ gẫm giao phối. Con khỉ cái nào tốt mã (béo tốt, lông mượt, mắt sáng) biết cách chiều chuộng khỉ chúa sẽ được quan tâm giao phối trước tiên. Cho đến khi nó đó mang thai, thì con khỉ khác mới có cơ hội được giao phối với con khỉ chúa. Bình quân, tuần trăng mật của đôi khỉ diễn ra trong vòng một tuần lễ (7 ngày), sau đó khỉ cái làm mẹ.
Khỉ vàng có đặc tính gần giống người, các cô khỉ cái rất thích được làm thiếp yêu của người anh hùng (khỉ chúa), cho dù là đứng thứ thấp cũng vẫn chấp nhận. Bởi khi đi bên khỉ chúa, các con khỉ vàng cái được an toàn, được ăn nhiều của ngon, vật lạ và trên hết là được các con khỉ khác trong bầy tôn trọng, không ai dám chọc ghẹo. Trong khi đó, nhiều con khỉ đực tài hèn, sức mọn khác trong bầy đàn vẫn phải tuân thủ sự chỉ huy của khỉ chúa. Một năm có 4 mùa, mùa tình yêu (sinh sản) của khỉ vàng rơi vào mùa thu. Vào mùa tình yêu, khỉ cái đến tuổi trưởng thành con nào, con nấy đều trút bỏ vẻ e ấp, hiền dịu thường ngày, thay vào đó là mắt la, mày liếc, tính cách sồn sồn, tìm đủ mọi cách để khỉ đầu đàn và các con khỉ đực khác chú ý, gần gũi. Không giống như nhiều loài động vật khác, khỉ cái thường chủ động tìm đến khỉ đực, thể hiện tình cảm trước với bạn tình. Các chiêu trò mà các con khỉ cái thường làm là bắt rận, chải lông, vuốt ve con khỉ đực mà mình yêu thích.
Nói chung, khỉ cái thường chú động gạ con đực quan hệ. Nếu thành công, khỉ đực sẽ làm cho chúng khoái cảm đến khi mang thai. Trong những ngày động dục, con khỉ đực chỉ đi với một bạn tình. Cho đến khi con khỉ cái cảm nhận đã mang thai, liền tự tách đôi và không cho con khỉ đực giao phối nữa. Lúc này con khỉ đực tiếp tục đi tìm bạn tình mới. Thông thường, khỉ cái cho khỉ đực quan hệ một tuần thì thôi. Tiêu hao nhiều năng lượng cho chuyện giao phối trong mùa sinh sản, các chú khỉ đực ở đảo Rều được tẩm bổ thêm nhiều thức ăn có giá trị dinh dưỡng, đặc biệt là giá đỗ. So với các chú khỉ ngoài tự nhiên, sức giao phối của khỉ nuôi bán tự nhiên trên đảo Rều có phần nổi trội hơn, điều này thể hiện ở sự kéo dài mùa sinh sản muộn hơn so với khỉ sống ngoài tự nhiên.
Khi trời đất sang thu, khí hậu mát mẻ, các con khỉ vợ đến mùa động dục mới cạnh tranh, vẽ ra đủ trò để quyến rũ khỉ đực giao phối. Lúc này, bản lĩnh con đực của khỉ vàng mới được phát ra. Bản lĩnh đàn ông của khỉ vàng có thể đạt tới mức cao, một ngày có thể giao phối được 30 lần mà không hề có dấu hiệu mệt mỏi hay ốm yếu. Đặc biệt là vào mùa giao phối (sinh sản), mỗi con khỉ vàng đầu đàn có thể đáp ứng 10-12 con khỉ vợ trẻ cho đến khi mang thai mới thôi mà thân thể vẫn tráng kiện, sung mãn, có con khỉ chúa một ngày giao phối đến 30 lần. Vừa mới quan hệ với bạn tình xong, độ mươi phút lại có thể tiếp tục chuyện phòng the mà phong độ vẫn không hề giảm sút, mặc dù giao phối rất nhiều lần trong một ngày, nhưng sức khỏe của khỉ đực vẫn sung mãn, hừng hực.
Nhiều con khỉ cái trong lúc bị khỉ chúa không quan tâm đã tự đi tìm bạn tình cho riêng mình. Những con khỉ đực lép vế trong đàn sẽ là đối tượng để các con khỉ thất sủng này gạ tình. Ngoài tự nhiên, không có chuyện khỉ cái ngoại tình, do vậy dễ dẫn đến chuyện quan hệ cùng huyết thống làm bầy khỉ mắc nhiều bệnh tật, chết yểu. Đây là nguyên nhân giải thích vì sao bầy khỉ vàng ngoài tự nhiên chỉ có khoảng 15 con. Còn ở đảo Rều, có nhiều khỉ cái ngoại tình nên giảm nhiều tỷ lệ quan hệ đồng huyết, rất tốt cho sự phát triển của đàn khỉ. Khi ngoại tình, hai con khỉ đực và khỉ cái phải đối mặt với sự trừng phạt khắc nghiệt của con khỉ đầu đàn nếu như bị nó phát hiện. Có khi con khỉ chúa nổi xung, mắt hằn những tia máu, giận dữ cắn gãy cổ một con khỉ đực trong đàn vì dám ngoại tình với một con khỉ cái mà nó yêu quý. Các con khỉ khác trong đàn đứng xung quanh quan sát còn la ó, reo hò cổ vũ cho trận đánh dữ dội của khỉ chúa. Sau đó khỉ cái ngoại tình mang thai và sinh một con khỉ con kháu khỉnh, đáng yêu. Khỉ chúa đã bỏ qua mọi chuyện, không hề đánh hay họa nạt con khí con này.

## Giá trị

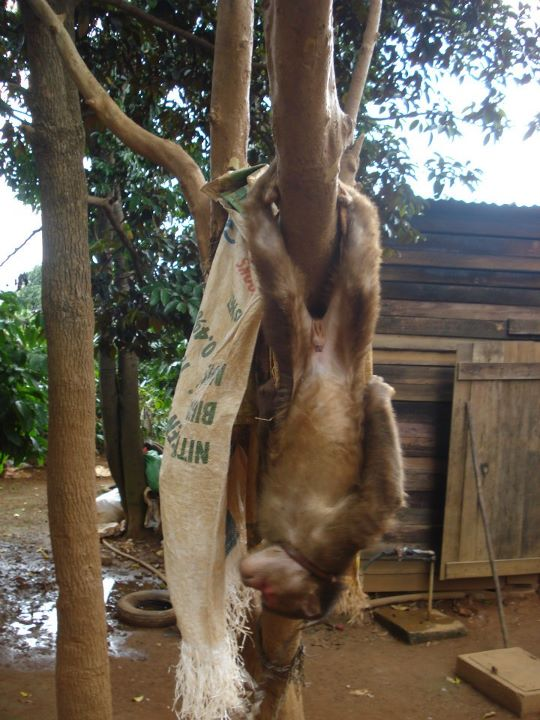
Một con khỉ vàng bị giết ở Việt Nam

Khỉ vàng thường được nuôi làm cảnh ở nhà riêng, nhà hàng, khách sạn hoặc các cơ sở kinh doanh khác. Được sử dụng trong sản xuất vacxin chống bệnh bại liệt trẻ em, làm vật mẫu, đối tượng nghiên cứu khoa học. Khỉ vàng được lựa chọn là đối tượng nghiên cứu của các đề tài khoa học cũng như kiểm định chất lượng, thử nghiệm tiền lâm sàng nhiều sản phẩm sinh học và văcxin. Năm 1962, đảo Rều được Bộ Y tế đầu tư thành trại nuôi khỉ để nghiên cứu y học phục vụ sản xuất các loại văcxin phòng bại liệt, viêm gan A, thuốc phòng chống virút H5N1. Người ta dùng tế bào thận của loài khỉ vàng để điều chế các loại văcxin giúp khống chế nhiều bệnh tật truyền nhiễm nguy hiểm.
Những con khỉ được lựa chọn sẽ được nuôi cách ly và kiểm tra xác nhận không có mầm bệnh, đưa về Trung tâm Nghiên cứu, sản xuất văcxin và sinh phẩm y tế (POLYVAC). Sau đó, những chuyên gia tại đây sẽ phẫu thuật lấy thận, tách các tế bào thận riêng rẽ để nuôi cấy trên các chai thủy tinh bằng môi trường phát triển, khi tế bào đã phát triển phủ kín một lớp trên bề mặt chai sẽ được gây nhiễm chủng virút polio đã giảm độc lực. Chủng virút này nhân lên trên tế bào, trưởng thành và giải phóng ra khỏi tế bào tạo thành hỗn dịch văcxin bại liệt bán thành phẩm đơn type. Khi sản xuất văcxin thành phẩm sẽ tiến hành phối trộn ba type virút, bổ sung chất bảo quản, lọc vô trùng và đóng lọ để trở thành văcxin thành phẩm.
Nhiều thế hệ khỉ đã góp công lớn cho sự nghiệp nghiên cứu, phát triển y học Việt Nam. Nhờ sự cống hiến của giống khỉ vàng, dịch bệnh bại liệt tại Việt Nam đã bị đẩy lùi. Khỉ vàng là nguồn nguyên liệu đầu để sản xuất hàng chục triệu liều văcxin bại liệt mỗi năm, góp phần vào việc thanh toán hoàn toàn bệnh bại liệt tại Việt Nam vào những năm 2000. Mỗi con khỉ chiết được gần một triệu liều vắc-xin giúp trẻ em thoát khỏi nhiều căn bệnh hiểm nghèo. Vì cơ địa khỉ vàng gần giống với con người, nên trong những năm gần đây khỉ vàng lại là vật thí nghiệm để thử phản ứng các loại vắc-xin H5N1, H1N1 trước khi tiêm vào con người. Trên đảo Rều, người dân ở đây vẫn trìu mến gọi bằng cái tên "Hoa quả sơn", người ta còn khắc tấm bia ghi nhớ sự đóng góp của khỉ vàng cho sự nghiệp y tế Việt Nam với dòng chữ: "Đảo Khỉ, nơi chăn nuôi và cung cấp khỉ vàng Macaca Mulatta cho nghiên cứu y học và sản xuất vaccin". Vào ngày rằm tháng 7 Âm lịch hàng năm, tất cả cán bộ trên đảo cùng lên đó thắp hương, rồi đứng mặc niệm.

## Hình ảnh

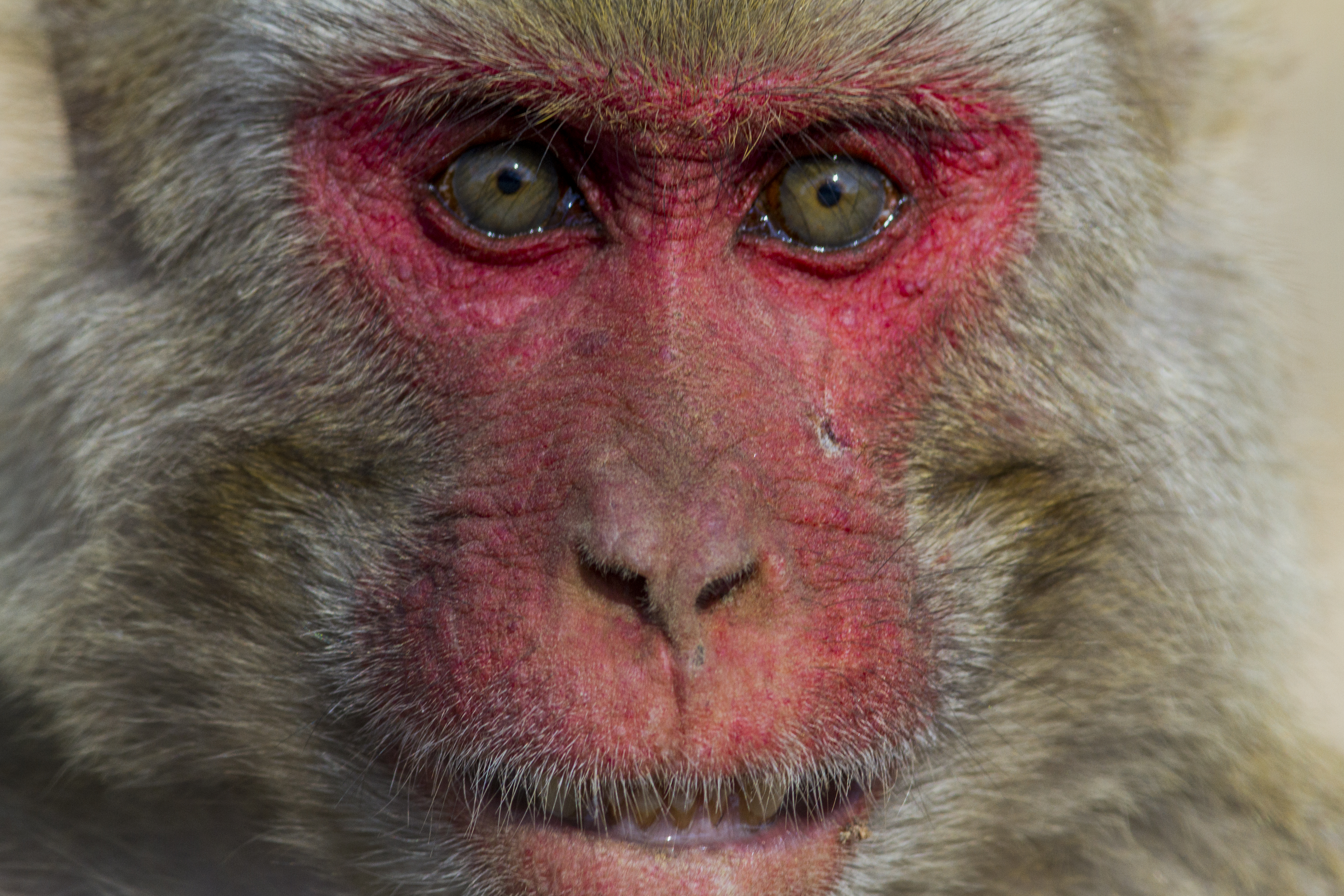
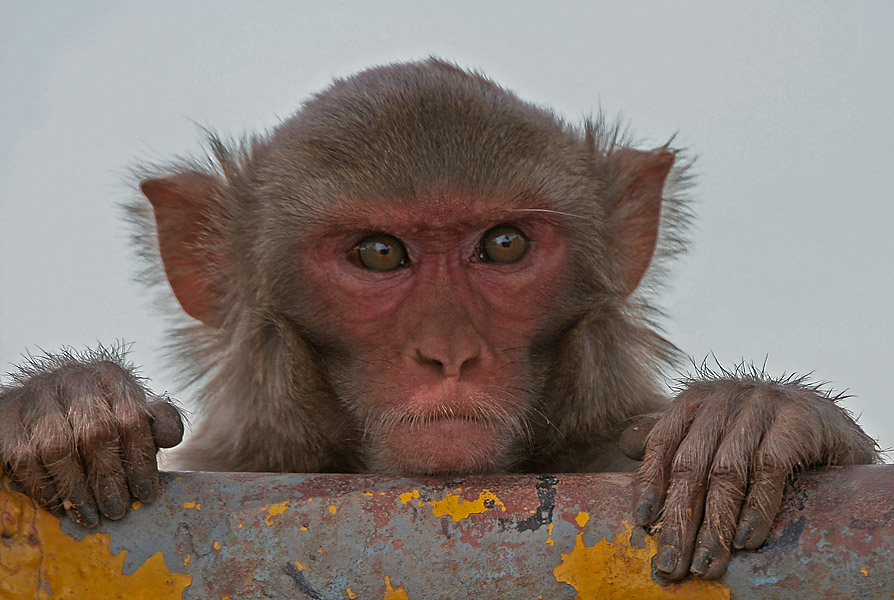
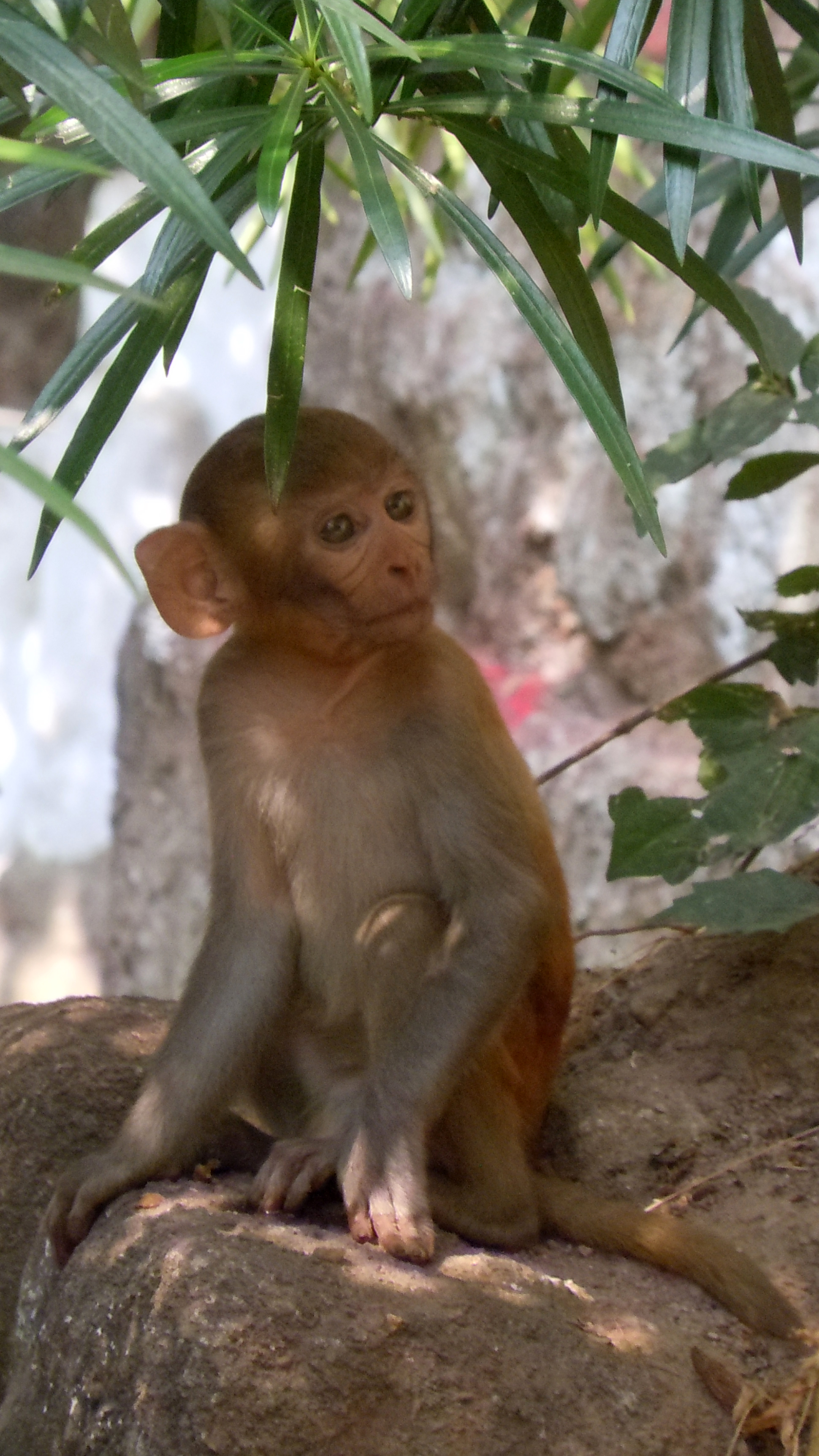
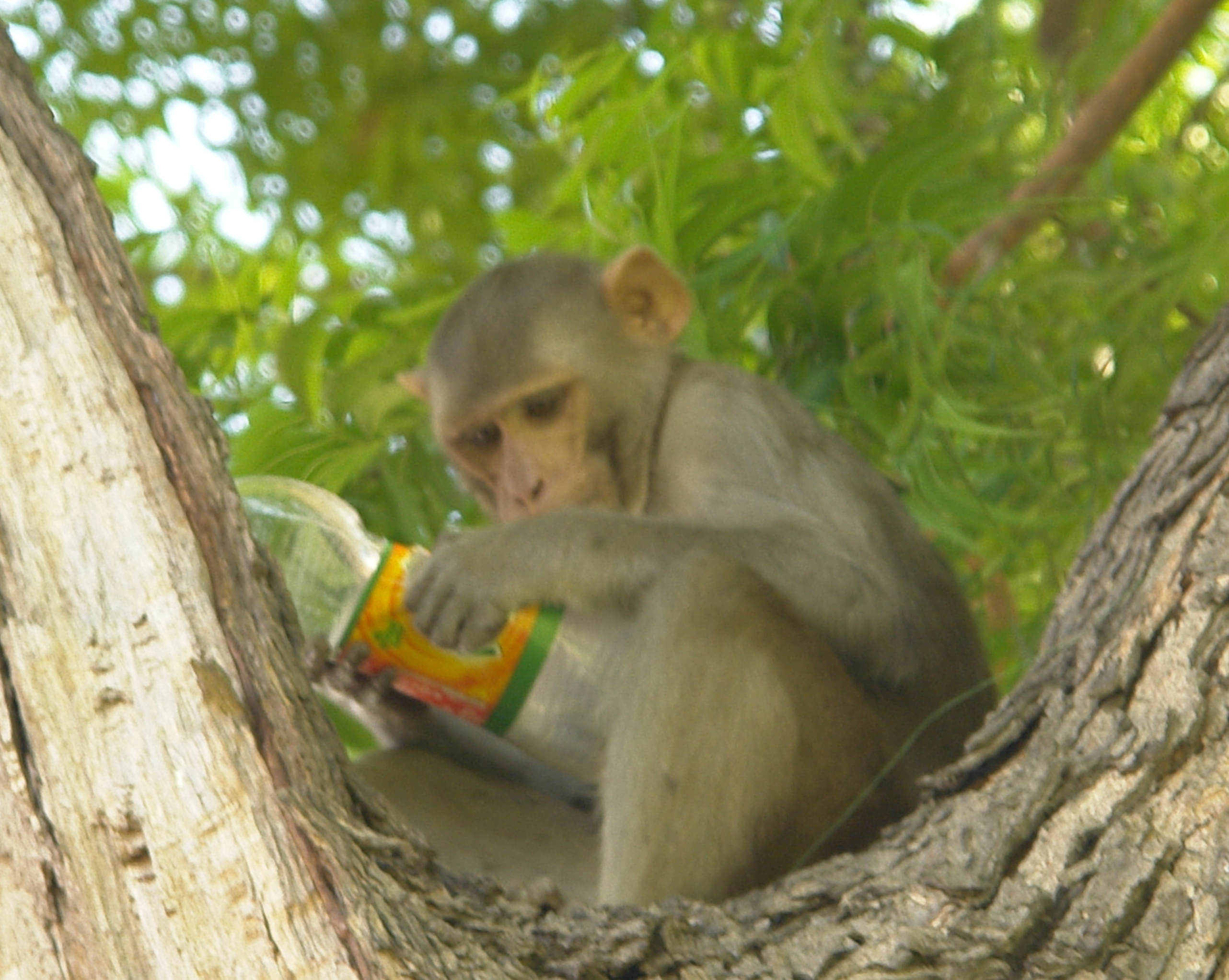
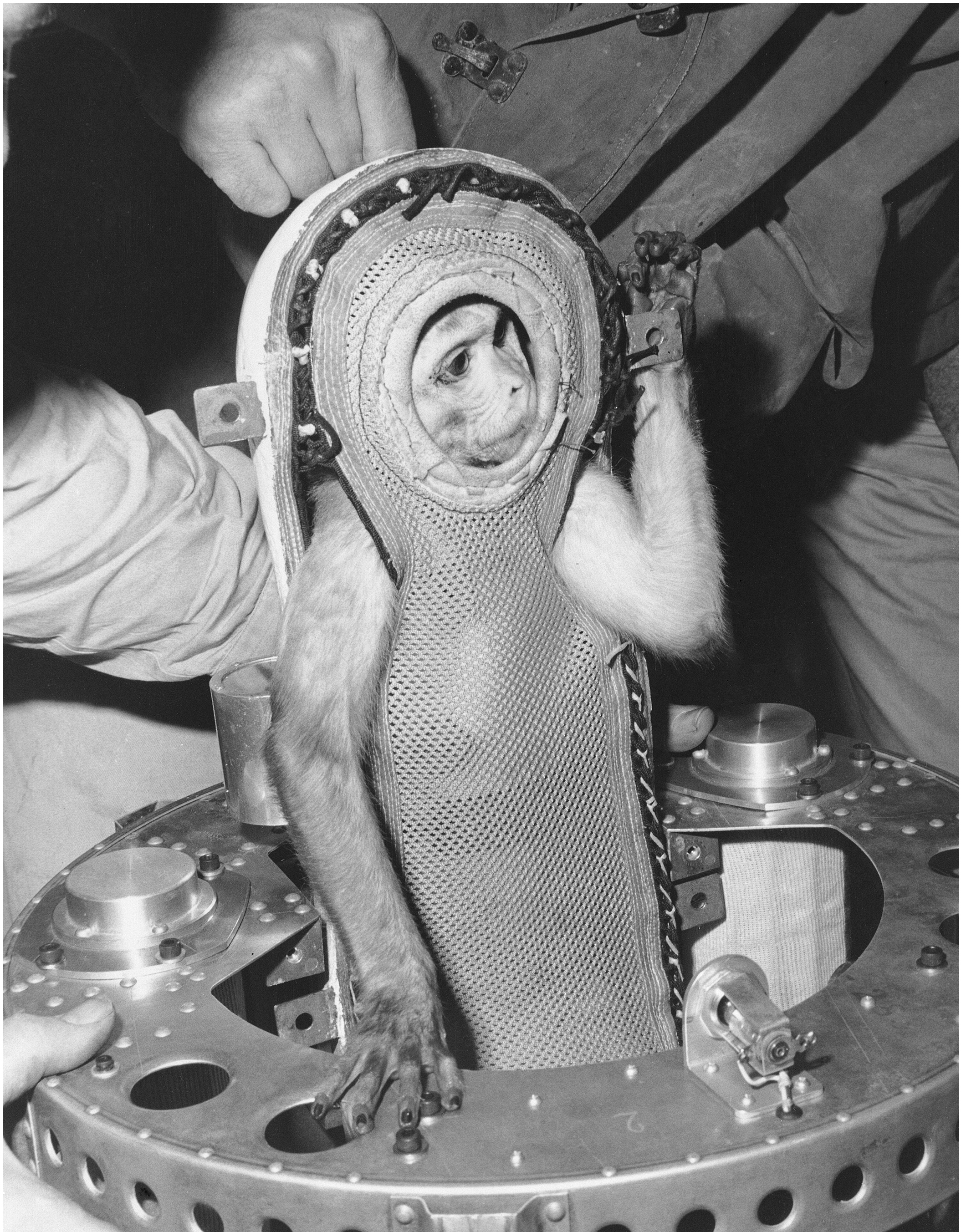